# Al Cowens
Alfred Edward Cowens, Jr. (ur. 25 października 1951, zm. 11 marca 2002) – amerykański baseballista, który występował na pozycji prawozapolowego.
Jako zawodnik Kansas City Royals w 1977 został wyróżniony spośród zapolowych otrzymując Złotą Rękawicę. W tym samym roku w głosowaniu do nagrody MVP American League zajął 2. miejsce za Rodem Carew z Minnesota Twins. Grał jeszcze w California Angels, Detroit Tigers i Seattle Mariners, w którym zakończył karierę w 1986. Zmarł na atak serca 11 marca 2002.
| Nagroda/wyróżnienie | Lata | Źródło |
| Gold Glove Award    | 1977 | [ 1 ]  |